# Comtat de Marin
El comtat de Marin (Marin County en anglès) és un comtat de l'estat de Califòrnia dels Estats Units. Segons el cens dels Estats Units del 2020, té 262.231 habitants per una superfície de 2.145 km². La seu del comtat és San Rafael.
Banyat per la badia de San Pablo a l'est, la badia de San Francisco al sud-est i l'oceà Pacífic a l'oest, el comtat té diversos punts d'interès importants al llarg de la seva costa: Monument Nacional Muir Woods, badia Drakes, Point Reyes i badia Tomales.

## Història
El comtat de Marin és un dels 27 comtats creats el 1850 després de l'adopció de la Constitució de Califòrnia l'any anterior.

## Geografia
Situat a l'altra banda del pont Golden Gate des de San Francisco cap al sud, el comtat de Marin és conegut arreu del món per la seva bellesa natural, la seva política socialment liberal i la seva condició de comtat més ric dels Estats Units. Els seus habitants s'agrupen principalment a la seva part oriental, l'oest de la comarca es manté relativament salvatge. La resta del territori conté regions conreades on podem trobar nombroses localitats depenent de l'agricultura i el turisme econòmicament.

## Ciutats i zones no incorporades

### Ciutats

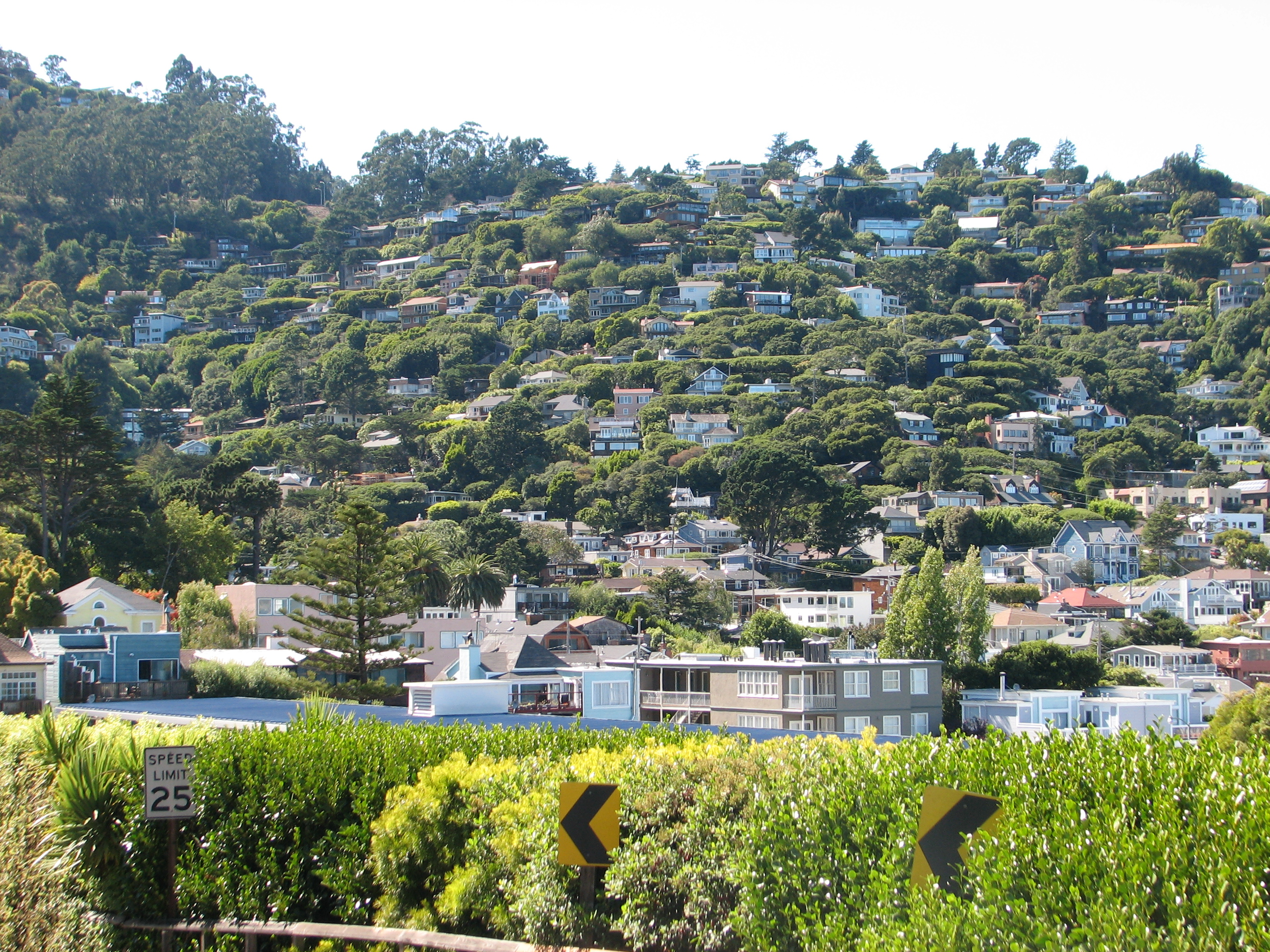
Vista de Sausalito.

- Alto
- Black Point-Green Point
- Bolinas
- Dillon Beach
- Inverness
- Kentfield
- Lagunitas-Forest Knolls
- Lucas Valley-Marinwood
- Marin City
- Muir Beach
- Nicasio
- Point Reyes Station
- San Geronimo
- Santa Venetia
- Sleepy Hollow
- Stinson Beach
- Strawberry
- Tamalpais-Homestead Valley
- Tomales
- Woodacre

### Altres comunitats no incorporades
Altres comunitats no incorporades inclouen Fallon, Lagunitas i Bivalve, així com Bel Marin Keys, Inverness Park, Jewell, Marshall, Hamilton, Olema i Peacock Gap.

## Demografia
| 1850 | 1860 | 1870 | 1880  | 1890  | 1900  | 1910  | 1920  | 1930  | 1940  | 1950  | 1960   | 1970   | 1980   | 1990   | 2000   | 2010   | 2020   |
| ---- | ---- | ---- | ----- | ----- | ----- | ----- | ----- | ----- | ----- | ----- | ------ | ------ | ------ | ------ | ------ | ------ | ------ |
| 323  | 3334 | 6903 | 11324 | 13072 | 15702 | 25114 | 27342 | 41648 | 52907 | 85619 | 146820 | 206038 | 222568 | 230096 | 247289 | 252409 | 262231 |

## Llocs i patrimoni
- Natural:
  - Point Reyes
  - Monument Nacional Muir Woods
  - Illes Marín
- Arquitectura i història:
  - Missió San Rafael Arcàngel

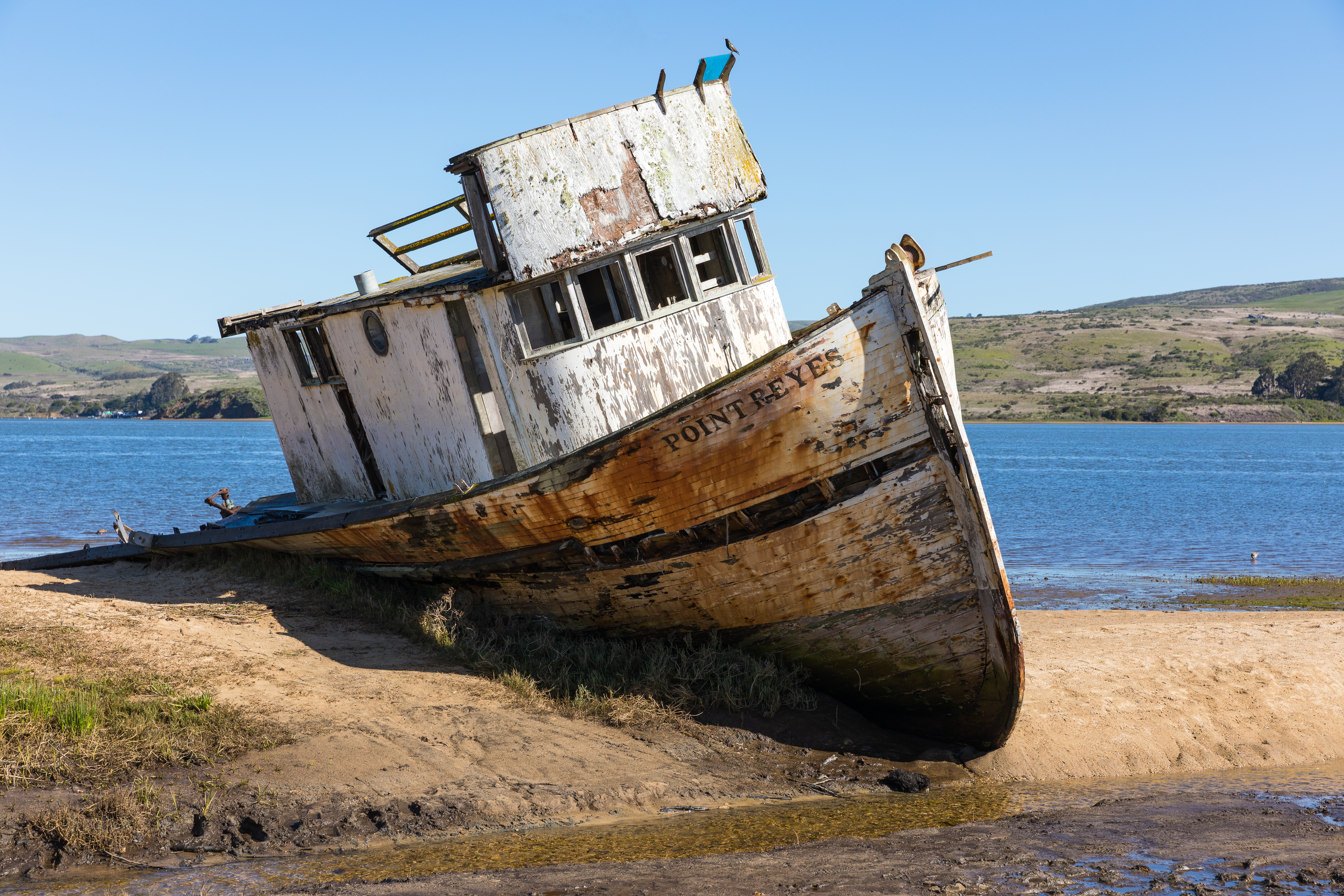
Naufragi del vaixell Point Reyes a la badia de Tomales.

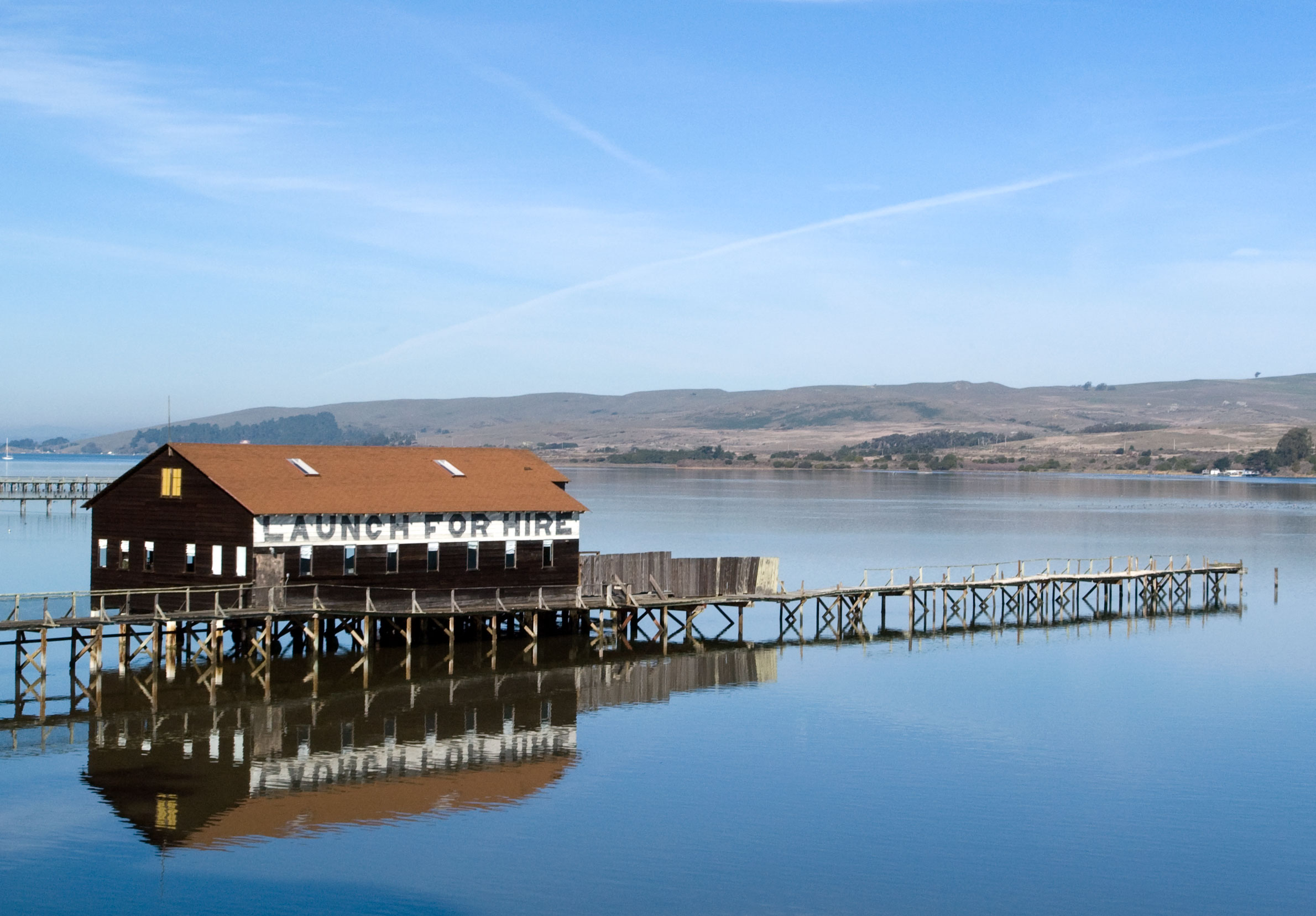
Brock Schreiber Boathouse.

  - Centre Cívic del Comtat de Marin (obra de Frank Lloyd Wright )
  - Far de Point Bonita
- Divers:
  - Ranxo Skywalker
  - Presó Estatal de San Quintín